# Station Krzemieniewo
Station Krzemieniewo is een spoorwegstation in de Poolse plaats Krzemieniewo.